# The Haunted House (pel·lícula de 1921)
The Haunted House és una pel·lícula de comèdia muda estatunidenca de dos rodets del 1921 protagonitzada per Buster Keaton. Fou escrita i dirigida per Keaton i Edward F. Cline. La pel·lícula té una durada de 21 minuts.

## Trama
Keaton interpreta un caixer en un banc d'èxit. A esquenes d'ell, el gerent del banc i la seva colla planegen fer un robatori i amagar-se en una antiga casa que han enganxat amb trampes explosives i efectes per fer-la semblar embruixada. Després d'un contratemps aquella tarda amb Keaton agafant amb cola tots els diners i ell mateix, gairebé frustra el robatori de la banda, però quan el propietari del banc entra i veu Keaton armat amb una pistola, suposa que va ser ell qui va intentar robar-lo. Keaton fuig i es refugia a l'antiga casa; tanmateix, un grup d'actors d'una producció de teatre també es troben a la casa i van vestits amb els seus vestits espantosos (fantasmes, esquelets, etc.), cosa que fa que Keaton i la banda de lladres creguin que la casa realment està embruixada. Després que Keaton tingui moltes trobades amb els "fantasmes" i les trampes explosives de la casa, descobreix l'estafa i es revela que el gerent està darrere del robatori. Quan el gerent està a punt de ser endut, colpeja Keaton al cap i el noqueja, abans d'escapar. A continuació, veiem Keaton sent despertat per dos àngels al peu d'una gran escala, que puja fins al Cel. Demana que Sant Pere li deixin entrar, però se li nega i l'envien fins a l'Infern. Tanmateix, tot això es revela com una seqüència de somnis, ja que Keaton recupera la consciència a la casa segons després.

## Repartiment i personatges
- Buster Keaton com a empleat del banc
- Virginia Fox com a filla del president del banc
- Joe Roberts com a caixer del banc
- Edward F. Cline com a client del banc
- Dorothy Cassil com a clienta bancària coqueta (sense acreditar)
- Mark Hamilton com el fantasma més alt (sense acreditar)
- Natalie Talmadge com a clienta bancària desmaiada (sense acreditar)

## Llegat
Christopher Workman va comentar: "[La pel·lícula] pertany a una època diferent i més simplista de la narració còmica. Com a tal, avui no funciona massa bé... [però] té un cert encant ingenu. Fins i tot en la seva dia, no hi havia gaire originalitat, atès que les cases embruixades ocupades per delinqüents ja havien estat un element bàsic del gènere durant gairebé dues dècades."